# Vasta
Vasta  este un oraș în Grecia în Prefectura Arcadia.